# Shonqūshābād
Shonqūshābād (persiska: شنقوش آباد, سنگ فرش آباد, شمشادا) är en ort i Iran.   Den ligger i provinsen Östazarbaijan, i den nordvästra delen av landet, 500 km nordväst om huvudstaden Teheran. Shonqūshābād ligger 1 429 meter över havet och antalet invånare är 170.
Terrängen runt Shonqūshābād är kuperad åt nordost, men åt sydväst är den bergig.Runt Shonqūshābād är det ganska glesbefolkat, med 29 invånare per kvadratkilometer. Närmaste större samhälle är Ahar, 14,1 km nordväst om Shonqūshābād. Trakten runt Shonqūshābād består i huvudsak av gräsmarker.